# Lycée français de Madrid
Pour les articles homonymes, voir LFM.
Le lycée français de Madrid (LFM, espagnol : Liceo Francés de Madrid) est un établissement scolaire français qui applique le système d’enseignement de l’Éducation nationale française.
Il appartient au réseau de l’Agence pour l'enseignement français à l'étranger (AEFE), dont font partie 340 000 élèves issus de près de 500 établissements scolaires dans 136 pays. 
Il accueille les élèves de la maternelle à la terminale et occupe deux sites différents :
- celui de Conde de Orgaz, situé au nord-est de Madrid (école maternelle, élémentaire, collège et lycée) ;
- celui Saint-Exupéry à La Moraleja (Alcobendas), commune limitrophe au nord de Madrid (école maternelle, élémentaire et collège).

## Histoire
En 1919, le Lycée français de Madrid poursuit l'œuvre du Collège de la Société française de bienfaisance créé en 1884 et situé rue Marqués de la Ensenada où se trouvent actuellement le service culturel, le Consulat de France et l'Institut français.
Fermé pendant la guerre civile espagnole, il ouvre de nouveau ses portes en octobre 1939. Les élèves fréquentent de plus en plus cet établissement : 253 élèves en 1923, 890 en 1939, 1065 en 1940, 1600 en 1943 et 2200 en 1964.
Devant l'impossibilité d'agrandir les locaux situés rue Marqués de la Ensenada, le lycée se déplace au parc Conde de Orgaz, dans un nouvel espace, dès la rentrée scolaire 1969. L'équipe d'architectes formée par Rodrigo Orgaz et les français Duthuil et Sonrel, dessine un établissement selon les lignes de l'urbanisme du mouvement moderne et fait de ce complexe un exemple majeur de mise en pratique des concepts chers à Le Corbusier.
En 1975, malgré le contexte politique, les étudiants et professeurs du lycée sont les premiers à jouer à Madrid la pièce de théâtre Lorsque cinq ans seront passés de Federico Garcia Lorca.
En 1980 un journaliste et écrivain espagnol, Enrique Meneses (es), a écrit une lettre à El País demandant à sauver l'école, qui semblait menacée de fermeture en raison de problèmes financiers.
Depuis, l'établissement continue d'évoluer : on construit un nouveau bâtiment en 1985 afin d'accueillir les plus jeunes élèves de maternelle. L'école Saint-Exupéry de la "Moraleja" devient une annexe du lycée français de Madrid dès la rentrée scolaire 1998.

## Un enseignement d'excellence
La qualité, l’exigence pour la réussite scolaire et l’ouverture à la langue et à la culture espagnole font du Lycée français de Madrid un établissement adapté aux réalités d’aujourd’hui et prometteur pour l’avenir.
Sa pédagogie, dont l’objectif est de structurer les apprentissages de base depuis le plus jeune âge, en veillant au développement de la vie en groupe et à la personnalité de chacun, est très appréciée et valorisée par les familles.
Les débouchés et les perspectives d’études qu’offre le baccalauréat français sont excellents. Le LFM a par ailleurs su s’adapter aux exigences d’admission des universités espagnoles (Selectividad), en offrant à ses élèves de multiples possibilités d’orientation.
Aussi, nombreux anciens élèves du lycée français de Madrid exercent des métiers reconnus. Javier Bardem y fait ses études tout comme ses enfants et les enfants du footballeur et entraîneur Zinédine Zidane.

## Un établissement labellisé E3D[3]
Depuis la rentrée 2013, le lycée français de Madrid s’est engagé dans une démarche de développement durable qui a pour ambition d’associer les efforts de tous les acteurs de la communauté scolaire pour permettre une diminution notable de l’empreinte écologique globale de l’établissement à court, moyen et long terme.

## Élèves célèbres
- Nicolás Sánchez-Albornoz (1926-), historien ;
- Hugues Aufray (1929-), auteur-compositeur-interprète ;
- Elena Arnedo Soriano ( 1941-2015), médecin;
- Miguel Bosé (1956-), acteur
- Charles-Philippe d'Orléans (1973-), duc d'Anjou ;
- Louis de Bourbon (1974-), duc d'Anjou ;
- François d'Orléans (1982-), comte de Dreux ;
- Les quatre fils de Zinédine Zidane[5] :
  - Enzo Zidane (1995-), footballeur ;
  - Luca Zidane (1998-), footballeur ;
  - Théo Zidane (2002-), footballeur ;
  - Elyaz Zidane (2005-), footballeur ;
- Tina Kunakey (1997-), mannequin.